# Сундско бодљикаво прасе
Сундско бодљикаво прасе (лат. Hystrix javanica) је сисар из реда глодара и породице бодљикавих прасића Старог света (Hystricidae). 

## Угроженост
Ова врста није угрожена, и наведена је као последња брига јер има широко распрострањење.

## Распрострањење
Ареал врсте је ограничен на једну државу. Индонезија је једино познато природно станиште врсте.